# جوبا (تقسيم)
جوبا (Župa, Жупа) هو مصطلح سلافي، ويستخدم تاريخيا بين الفروع السلافية الجنوبية والغربية، وتعني في الأصل الأقاليم وغيرها من الوحدات الفرعية، وعادة تعني تقسيمات إدارية صغيرة، وخصوصا على تجمع من عدة قرى. ويمكن ترجمة هذا المصطلح كأبرشية إما بالمعنى الكنسي أو المدني.
وكان لقب جوبان في بداياته يرمز إلى مالك عدد من القرى المتصلة، وتحول في وقت لاحق—وأعطي لشخص تعادل سلطته إما دوق أو أمير (ملك).